# 자유와혁신
자유와혁신은 대한민국의 보수주의 정당이다. 2025년 7월 12일, 황교안 전 국무총리가 국민의힘을 탈당한 뒤 창당하였다.

## 역사
황교안 전 국무총리는 국민의힘에 대한 실망과 부정 선거 의혹 등의 문제를 이유로 탈당을 결행했다. 이후 2025년 6월 6일 서울 광화문에서 창당 발기인대회를 열고, 반국가 세력 척결과 선거 정당성 확보 등을 주요 과제로 삼으면서 정식 창당의 기반을 다졌다.
2025년 7월 12일, 경기도 고양시 킨텍스에서 중앙당 창당대회를 개최했다. 약 2,500명의 당원이 참석한 이 자리에서 황교안은 만장일치로 대표로 추대되었다. 수락 연설에서 그는 이승만의 자유 정신과 박정희의 혁신 정신을 계승하여 자유민주주의 수호와 우파 정권 교체를 주요 목표로 내세웠다. 또한 부정 선거 척결과 반국가 세력 퇴치, 북한·중국의 영향력 경계, 통일 준비 등 7대 과제를 제시했다.
창당대회에서는 최고위원 선출 선거도 함께 진행됐다. 여성 후보인 주은숙 대표(주주마케팅연구소 소속)가 최고위원에 선출됐다. 투표는 현장투표와 수개표 방식으로 이루어졌다. 황교안 대표는 창당 발기인대회 이후 전국 17개 시·도당 창당을 위한 조직 확대 계획을 발표했으며, 서울·경기·인천 등 주요 지역을 우선적으로 구성한 후 제주·강원·충청·호남 지역으로 조직망을 확장할 예정이라고 밝혔다.

## 정책
'부정선거 척결', '반국가 세력 퇴출 및 자유민주주의 수호', '한미동맹 강화와 확고한 안보 구축'를 공약으로 내세웠다. 북한 인권 개선 및 자유통일 준비, 공교육 정상화와 저출산 대책 확대과 같은 정책들을 주장하고 있다.